# Hosein Saleh
Hosein Saleh (* 1967 in Iran) ist ein in Afghanistan arbeitender iranischer Fußballtrainer und -funktionär.

## Karriere
Saleh arbeitete bis Januar 2015 als Technischer Direktor bei der Afghanistan Football Federation. Nach dem Anschlag auf den bisherigen Nationaltrainer Mohammad Yousef Kargar am 10. Januar 2015 übernahm er interimsweise seinen Posten. Sein Debüt als Trainer absolvierte Saleh am 6. Februar 2015 bei der 1:2-Niederlage gegen Pakistan. Als am 9. Februar 2015 Slaven Skeledžić als neuer Cheftrainer Afghanistans vorgestellt wurde, wurde er zum neuen U-23-Nationaltrainer ernannt. Saleh und sein Co-Trainer Elyas Manochehr betreuten die Mannschaft während der Qualifikation zur U-23-Asienmeisterschaft 2016. Nach einem Sieg gegen Nepal (2:0), einem Unentschieden gegen Saudi-Arabien (0:0) und zwei Niederlagen gegen Palästina (0:2) und Iran (0:6) gelang die Qualifikation nicht. Seitdem arbeitet Saleh auch wieder als Technischer Direktor bei der AFF.